# Stigmidium disconephromeum
Stigmidium disconephromeum är en lavart som beskrevs av Etayo 2008. Stigmidium disconephromeum ingår i släktet Stigmidium och familjen Mycosphaerellaceae.   Inga underarter finns listade i Catalogue of Life.